# Grecia ai Giochi della XV Olimpiade
La Grecia ha partecipato ai Giochi della XV Olimpiade, svoltisi ad Helsinki, dal 19 luglio al 3 agosto 1952,  
con una delegazione di 48 atleti impegnati in 7 discipline,
senza aggiudicarsi medaglie.

## Risultati

### Calcio
| Atleta | Classifica |                   |
| --- | --- | ----------------- |
| V · D · M Nazionale olimpica greca · Calcio ai Giochi Olimpici Estivi 1952 1 Pentzaropoulos · 2 Mouratis · 3 Rosidis · 4 Kotridis · 5 Linoxilakis · 6 Ioannou · 7 Drosos · 8 Bebis · 9 Papageorgiou · 10 Darivas · 11 Emmanouilidis · 12 Delavinias · 13 Arvanitis · 14 Poulis · 15 Petropoulos · 16 Patakas · CT : Migiakis | 17° |                   |
| Nazionale olimpica greca · Calcio ai Giochi Olimpici Estivi 1952 | |                   |
| 1 Pentzaropoulos · 2 Mouratis · 3 Rosidis · 4 Kotridis · 5 Linoxilakis · 6 Ioannou · 7 Drosos · 8 Bebis · 9 Papageorgiou · 10 Darivas · 11 Emmanouilidis · 12 Delavinias · 13 Arvanitis · 14 Poulis · 15 Petropoulos · 16 Patakas · CT: Migiakis                                                                             | 1 Pentzaropoulos · 2 Mouratis · 3 Rosidis · 4 Kotridis · 5 Linoxilakis · 6 Ioannou · 7 Drosos · 8 Bebis · 9 Papageorgiou · 10 Darivas · 11 Emmanouilidis · 12 Delavinias · 13 Arvanitis · 14 Poulis · 15 Petropoulos · 16 Patakas · CT: Migiakis | Grecia (bandiera) |

### Pallacanestro
| Atleta | Classifica |
| --- | ---------- |
| V · D · M Nazionale greca - Pallacanestro ai Giochi della XV Olimpiade 3 Taliadōros · 4 Roumpanīs · 5 Matthaiou · 6 Lamprou · 7 Arvanitīs · 8 Manias · 9 Stefanidīs · 10 Mīlas · 11 A. Spanoudakīs · 12 Cholevas · 13 G. Spanoudakīs · 14 Papadīmas · All. Vladimīros Vallas | 19°        |
| Nazionale greca - Pallacanestro ai Giochi della XV Olimpiade |            |
| 3 Taliadōros · 4 Roumpanīs · 5 Matthaiou · 6 Lamprou · 7 Arvanitīs · 8 Manias · 9 Stefanidīs · 10 Mīlas · 11 A. Spanoudakīs · 12 Cholevas · 13 G. Spanoudakīs · 14 Papadīmas · All. Vladimīros Vallas                                                                        |            |